# Tarnawka (dopływ Skawy)
Tarnawka – potok, dopływ Skawy. Długość potoku wynosi 11,24 km, powierzchnia zlewni 22,2 km². Nazwa od miejscowości Tarnawa Górna i Tarnawa Dolna, przez które przepływa.
Cała zlewnia Tarnawki znajduje się w Beskidzie Małym. Dolina Tarnawki ma generalnie przebieg równoleżnikowy (w górnej części potok spływa w kierunku południowo-wschodnim, w dolnej we wschodnim). Oddziela ona Pasmo Żurawnicy (na południu) od głównego zrębu Beskidu Małego (Masyw Leskowca). 
Potok ma źródła na wysokości około 640 m na południowo-wschodnich stokach Gronia Jana Pawła II w Beskidzie Małym. Spływa kolejno przez Tarnawę Górną, Śleszowice i Tarnawę Dolną, by ujść do Skawy w tej ostatniej wsi jako jej lewy dopływ. Następuje to na wysokości ok. 305 m, w miejscu o współrzędnych 49°47′07,0″N 19°34′56,4″E/49,785278 19,582333.